# Долани
Долани или Доляни (на македонска литературна норма: Долани) е село в община Щип, Северна Македония.

## География
Долани е селце разположено на около 5 километра югоизточно от град Щип.

## История
В XIX век Долани е едно от не многото изцяло български село в Щипска кааза на Османската империя. Според статистиката на Васил Кънчов („Македония. Етнография и статистика“) от 1900 година в Доляни има 270 жители, всички българи християни.
Населението на селото е под върховенството на Българската екзархия. В статистиката на секретаря на екзархията Димитър Мишев от 1905 година („La Macédoine et sa Population Chrétienne“) Долани (Dolani) е посочено като село с 336 жители българи екзархисти и в селото работи българско училище.
Долани е чифлик, който местният ръководител на ВМОРО Мише Развигоров се опитва да изкупи с пари на организацията чрез посредничеството на Дане Хаджиданков. Властта обаче разбира за сделката и я блокира, а имотът е закупен от самото правителство.
В 1910 година селото пострадва по време на обезоръжителната акция. Ване Арсов, Моне Филов, Тимо Митрев, Трайчо Стоянов, Арсо Георов, Мите Цеков и още двама души от селото са арестувани и измъчвани.
През есента на 1910 година в селото са настанени стотина семейства мухаджири. Първоначално мюсюлманите са настанени в къщите на християните, поради което възникват много спорове. По-късно, с насърчението на властта християните са изгонени от селото и са принудени да се заселят на други места. Според вестник „Дебърски глас“ 30 български семейства от Долани се изселват в Щип и на тяхно място са настанени турски бежанци от Босна.
При избухването на Балканската война в 1912 година 1 човек от Доляни е доброволец в Македоно-одринското опълчение.
След Междусъюзническата война в 1913 селото остава в Сърбия.
Църквата „Свети Илия“ е изградена и изписана в 1919 година, а църквата „Свети Симеон Стълпник“ е изградена в 1980 година.
През 1922-1923 година в селото е открита поща, която функционира до 6 април 1941 година.

## Личности
Родени в Долани
- Арсо Георов, български революционер, деец на ВМОРО[11]
- Вангя Стерьова (р. 1950), арумънска писателка
- Иван (Ване) Арсов, български революционер от ВМОРО
- Доне Христов, български революционер от ВМОРО, четник на Иван Бърльо в 1914 година;[12] след Първата световна война федералист в четата на Ване Арсов[13]
- Евтим Д. Миндизов, деец на ВМОРО, участник на Гюрищкия конгрес в 1907 година[14][15]
- Мите Цеков, български революционер, деец на ВМОРО[11]
- Моне Филов, български революционер, деец на ВМОРО[11]
- Санде Долянски, български революционер от ВМОРО, четник на Мише Развигоров[16]
- Тимо Митрев, български революционер, деец на ВМОРО[11]
- Трайчо Стоянов, български революционер, деец на ВМОРО[11]